# Vasile Sărucan
Vasile Sărucan (* 23. August 1945 in Kolozsvár, Königreich Ungarn) ist ein ehemaliger rumänischer Leichtathlet, der sich auf den Weitsprung spezialisiert hat. Seinen größten sportlichen Erfolg feierte er mit dem Gewinn der Bronzemedaille bei den Halleneuropameisterschaften 1971 in Sofia. Sein Sohn Laszlo Sărucan war ebenfalls als Leichtathlet aktiv.

## Sportliche Laufbahn
Erste internationale Erfahrungen sammelte Vasile Sărucan vermutlich im Jahr 1966, als er bei den Europameisterschaften in Budapest mit einer Weite von 7,07 m in der Qualifikationsrunde ausschied. Anschließend gewann er bei den Balkanspielen in Sarajevo mit 7,41 m die Bronzemedaille hinter seinem Landsmann Adrian Samungi und Rajtscho Zonew aus Bulgarien und sicherte sich mit der rumänischen 4-mal-100-Meter-Staffel in 41,8 s die Bronzemedaille hinter den Teams aus Jugoslawien und Bulgarien. 1968 gewann er bei den Balkanspielen in Piräus mit 7,49 m die Silbermedaille im Weitsprung hinter seinem Landsmann Adrian Samungi und im Jahr darauf belegte er bei den Europäischen Hallenspielen in Belgrad mit 7,61 m den vierten Platz. Im August gewann er bei den Balkanspielen in Sofia mit 7,64 m die Silbermedaille hinter dem Jugoslawen Miljenko Rak und anschließend gelangte er bei den Europameisterschaften in Athen mit 7,34 m auf Rang 13. 1970 gelangte er bei den Halleneuropameisterschaften in Wien mit 7,69 m auf den siebten Platz und siegte im Sommer mit 7,69 m bei den Balkanspielen in Bukarest. Im Jahr darauf gewann er bei den Halleneuropameisterschaften in Sofia mit 7,88 m die Bronzemedaille hinter dem Westdeutschen Hans Baumgartner und Igor Ter-Owanessjan aus der Sowjetunion und im Sommer wurde er bei den Freiluft-Europameisterschaften in Helsinki mit 6,05 m im Finale 15. 1972 siegte er mit 7,64 m erneut bei den Balkanspielen in Izmir und im Jahr darauf gewann er bei den Balkanspielen in Piräus mit windunterstützten 7,90 m die Silbermedaille hinter dem Jugoslawen Nenad Stekić. Daraufhin trat er nicht mehr international in Erscheinung.
In den Jahren 1966, 1968 und 1969 sowie 1972 und 1973 wurde Sărucan rumänischer Meister im Weitsprung. 